# مرغ بهشت
مرغ بهشت (نام علمی: Paradisaeidae) تیره‌ای از پرندگان هستند که در زیر راسته پرنده آوازخوان و راسته گنجشک‌سانان قرار دارند. گینه نو، جزایر ملوک و استرالیا زیستگاه این تیره می‌باشد.

## گونه‌ها
| سرده: Lycocorax - کلاغ بهشتی، Lycocorax pyrrhopterus سرده: مرغ ایزدی - مرغ ایزدی براق، Manucodia ater - مرغ ایزدی جوبی، Manucodia jobiensis - مرغ ایزدی طوق‌چروکیده، Manucodia chalybatus - مرغ ایزدی کاکل‌پیچیده، Manucodia comrii سرده: Phonygammus - مرغ ایزدی شیپوری، Phonygammus keraudrenii سرده: مرغ بهشتی جنگلی - مرغ بهشتی جنگلی دم‌دراز، Paradigalla carunculata - مرغ بهشتی جنگلی دم‌کوتاه، Paradigalla brevicauda سرده: دم‌دراز بهشتی - دم‌دراز بهشتی ارفک، Astrapia nigra - دم‌دراز بهشتی چشم‌نواز، Astrapia splendidissima - دم‌دراز بهشتی دم‌نواری، Astrapia mayeri - دم‌دراز بهشتی پرنسس استفانی، Astrapia stephaniae - دم‌دراز بهشتی هوئون، Astrapia rothschildi سرده: شش‌پره‌ای - شش‌پره‌ای غربی، Parotia sefilata - شش‌پره‌ای ملکه کارولا، Parotia carolae - شش‌پره‌ای برنزه، Parotia berlepschi - شش‌پره‌ای لاویس، Parotia lawesii - شش‌پره‌ای شرقی، Parotia helenae - شش‌پره‌ای واهنس، Parotia wahnesi سرده: Pteridophora - مرغ بهشتی شاه زاکسن، Pteridophora alberti سرده: Lophorina - مرغ بهشتی والا، Lophorina superba | سرده: تفنگ‌مرغ‌ها زیرسرده: Craspedophora - تفنگ‌مرغ باشکوه، Ptiloris magnificus زیرسرده: Ptiloris - تفنگ‌مرغ غرنده، Ptiloris intercedens - تفنگ‌مرغ بهشتی، Ptiloris paradiseus - تفنگ‌مرغ ویکتوریا، Ptiloris victoriae سرده: نوک‌داسی‌ها - نوک‌داسی سیاه، Epimachus fastuosus - نوک‌داسی قهوه‌ای، Epimachus meyeri سرده: نوک‌داسی‌های دم‌کوتاه - نوک‌داسی نوک‌سیاه، Drepanornis albertisi - نوک‌داسی نوک‌مات، Drepanornis bruijnii سرده: دم‌داسی‌ها زیرسرده: Diphyllodes - مرغ بهشتی پرشکوه، Cicinnurus magnificus - مرغ بهشتی ویلسون، Cicinnurus respublica زیرسرده: Cicinnurus - مرغ بهشتی شاهی، Cicinnurus regius سرده: Semioptera - مرغ بهشتی بال‌پرچمی، Semioptera wallacii سرده: Seleucidis - مرغ بهشتی دوازده‌پره‌ای، Seleucidis melanoleucus سرده: مرغ‌بهشتیان زیرسرده: Paradisaea - مرغ بهشت کوچک، Paradisaea minor - مرغ بهشت بزرگ، Paradisaea apoda - مرغ بهشت راجیانا، Paradisaea raggiana - مرغ بهشت گولدی، Paradisaea decora - مرغ بهشت قرمز، Paradisaea rubra - مرغ بهشت شاهنشاه، Paradisaea guilielmi زیرسرده: Paradisornis - مرغ بهشتی آبی، Paradisaea rudolphi |

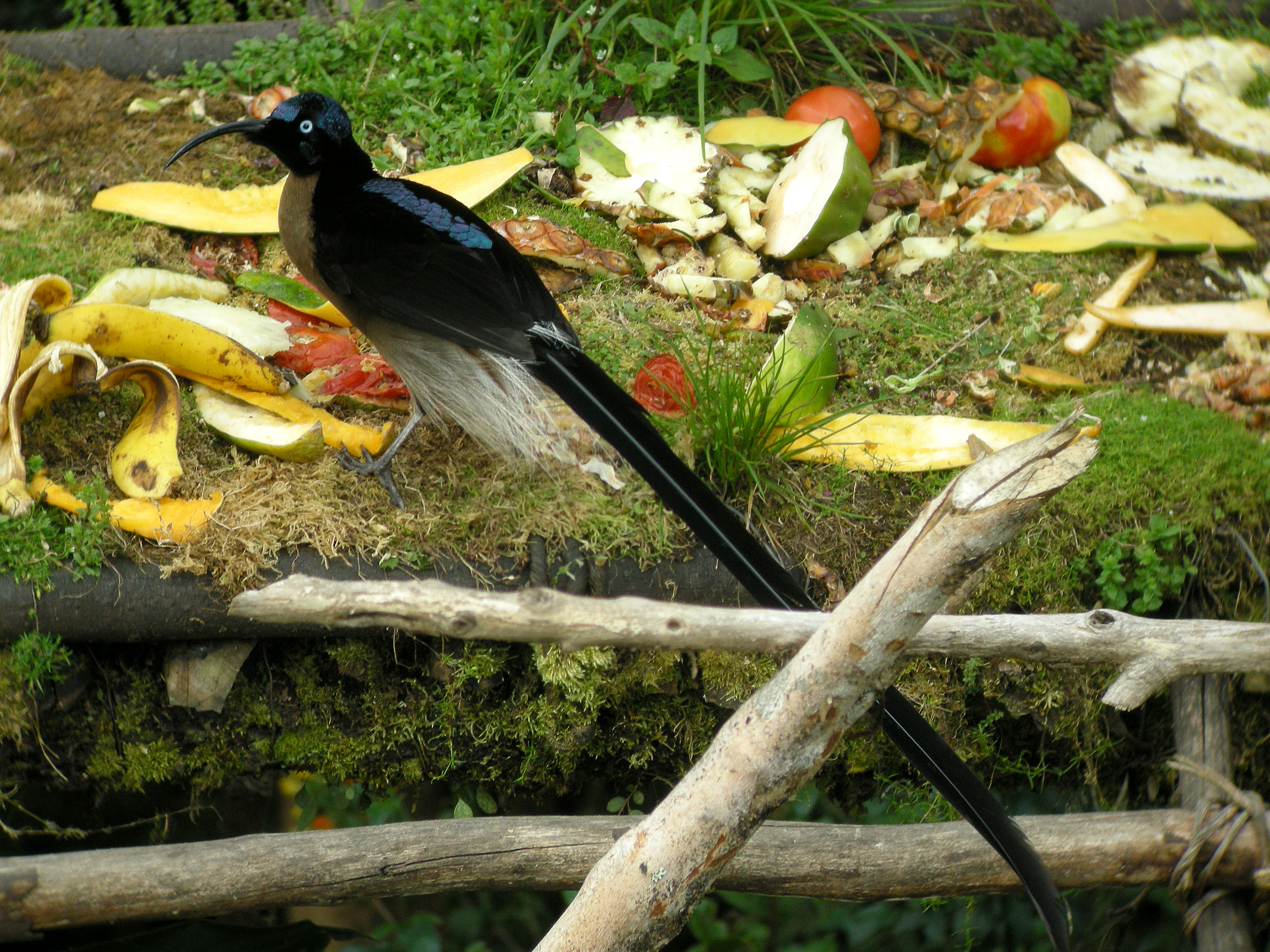
نوک‌داسی قهوه‌ای
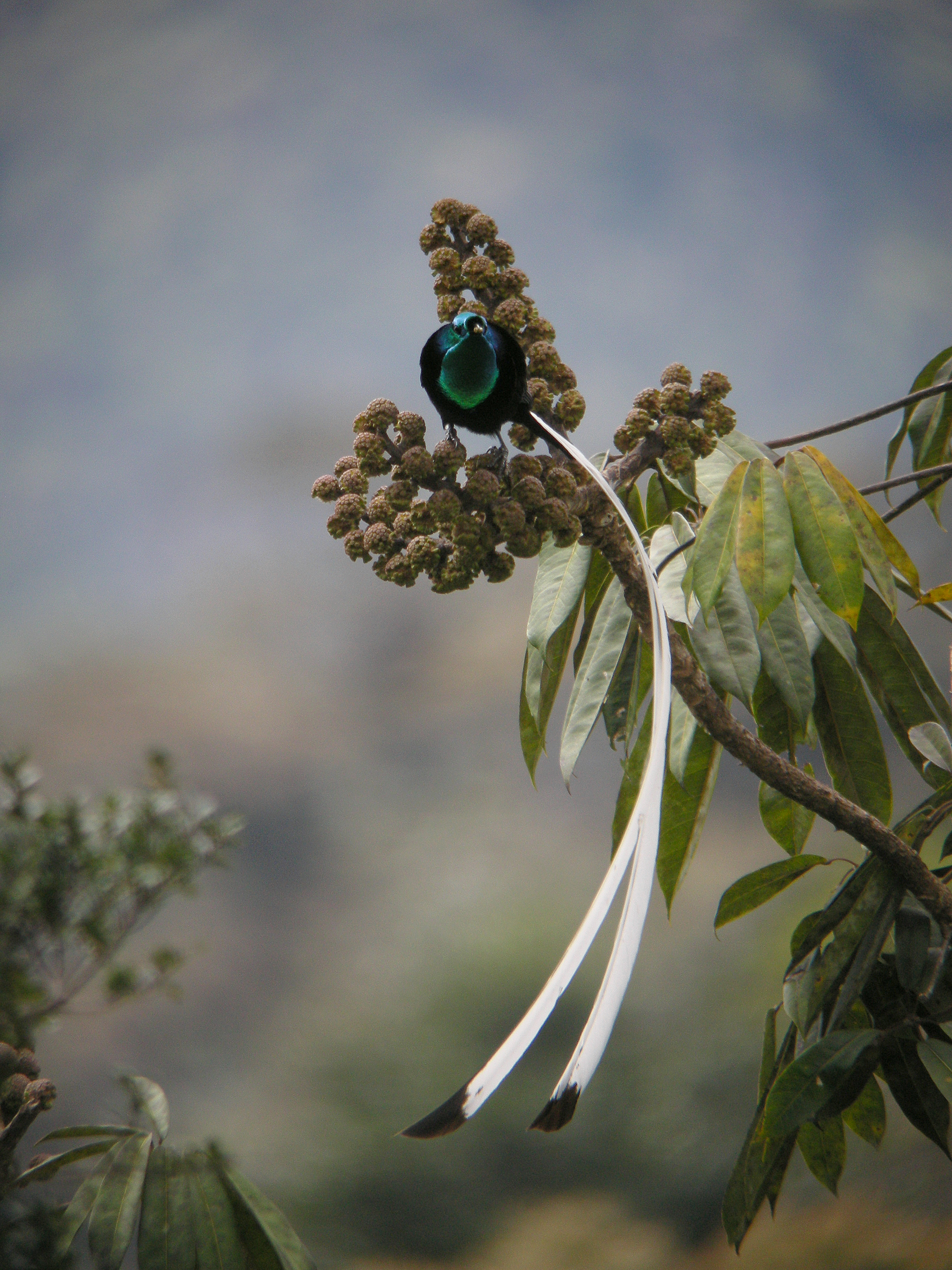
دم‌نواری استراپیا
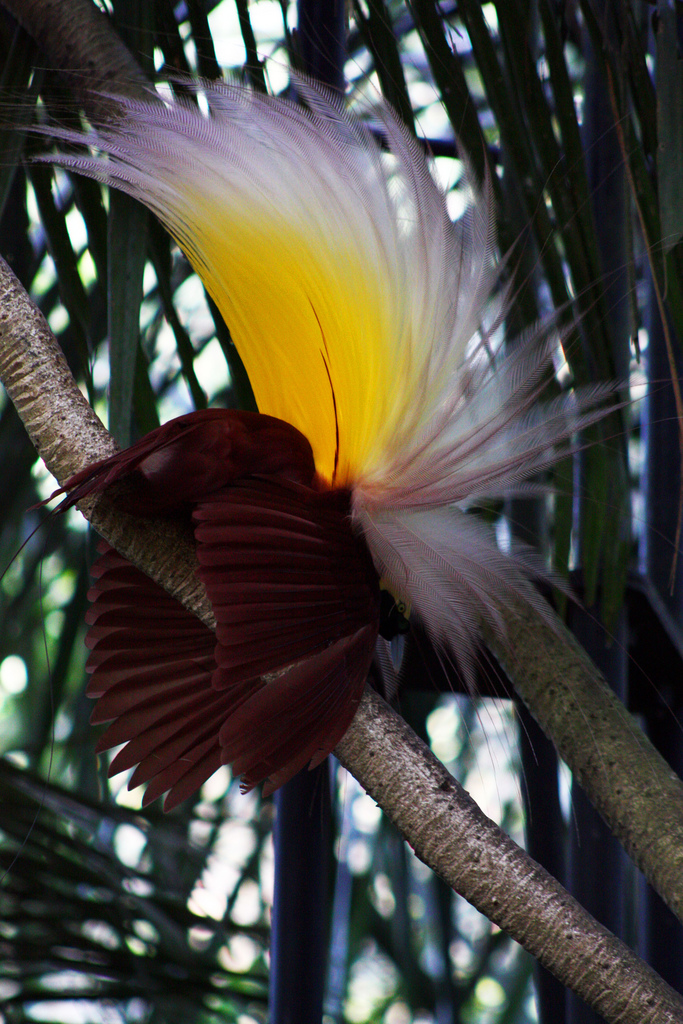
مرغ بهشتی غول‌پیکر